# Nick Launay
Nicolas Launay, detto Nick (Londra, 5 marzo 1960), è un produttore discografico e compositore britannico.

## Carriera
Negli anni '80 ha lavorato alle sue prime produzioni con vari gruppi e artisti, soprattutto australiani, quali Public Image Ltd. (The Flowers of Romance), Killing Joke (What's THIS For...!), Gang of Four, The Birthday Party (Junkyard), The Slits, Virgin Prunes, Midnight Oil (10, 9, 8, 7, 6, 5, 4, 3, 2, 1, Red Sails in the Sunset), Models, Big Pig, The Church, Spear of Destiny, INXS (The Swing), Tim Finn.
Nel 1992 produce Uh-Oh di David Byrne. Negli anni successivi è in studio con For Squirrels, The Posies, Silverchair (Freak Show, Neon Ballroom), nuovamente Midnight Oil (Earth and Sun and Moon), Semisonic (Feeling Strangely Fine) e Girls Against Boys (Freak*on*ica).
Negli anni 2000 produce o coproduce tra gli altri Consent to Treatment dei Blue October, Roll On e State of Emergency dei The Living End, Nocturama, Abattoir Blues/The Lyre of Orpheus e Dig, Lazarus, Dig!!! di Nick Cave and the Bad Seeds, The Art of Losing degli American Hi-Fi, Aiming for Your Head dei Betchadupa, Nux Vomica dei The Veils, Young Modern dei Silverchair, Grinderman dei Grinderman, Welcome the Night dei The Ataris, Is Is e It's Blitz! degli Yeah Yeah Yeahs, Diamond Hoo Ha dei Supergrass, Quicken the Heart dei Maxïmo Park e Ignore the Ignorant del gruppo The Cribs.
Negli anni 2010 collabora con Nick Cave and the Bad Seeds (Push the Sky Away), Grinderman (Grinderman 2), Young Knives (Ornaments from the Silver Arcade), Cassandra Wilson (Coming Forth by Day) e Refused (Freedom).